# Africada lateral palatal ejetiva
A africada lateral palatal ejetiva é um tipo raro de som consonantal, usado em algumas línguas faladas. O símbolo no Alfabeto Fonético Internacional que representa esse som é ⟨c͡ʎ̝̊ʼ⟩.
É um som raro, encontrado em dahalo, uma língua cuchítica do Quênia, e em hadza, uma língua isolada da Tanzânia. Em dahalo, /c͡ʎ̥̝ʼ/ contrasta com alveolar /tɬʼ/, e em Hadza ele contrasta com velar [k͡ʟ̝̊ʼ], um alofone de /kʼ/. 

## Características
- Sua maneira de articulação é africada, o que significa que é produzida primeiro interrompendo totalmente o fluxo de ar, depois permitindo o fluxo de ar através de um canal restrito no local de articulação, causando turbulência.
- Seu ponto de articulação é palatal, o que significa que é articulado com a parte média ou posterior da língua elevada ao palato duro.
- Sua fonação é surda, o que significa que é produzida sem vibrações das cordas vocais.
- É uma consoante oral, o que significa que o ar só pode escapar pela boca.
- É uma consoante lateral, o que significa que é produzida direcionando o fluxo de ar para os lados da língua, em vez de para o meio.
- O mecanismo da corrente de ar é ejetivo (glotálico egressivo), o que significa que o ar é forçado para fora bombeando a glote para cima.

## Ocorrência
| Língua | Língua | Palavra    | AFI        | Significa | Notas |
| ------ | ------ | ---------- | ---------- | --------- | ----- |
| Dahalo | Dahalo | [ʔacʎ̝̊ʼáno] | [ʔacʎ̝̊ʼáno] | Sêmen     |       |
| Hadza  | Hadza  | [mitcʎ̝̊ʼa]  | [mitcʎ̝̊ʼa]  | Osso      |       |